# Anfilogino Guarisi
Anphiloquio Guarisi Marques o Anfilogino Guarisi (São Paulo, 26 de diciembre de 1905 — São Paulo, 8 de junio de 1974) fue un futbolista ítalo-brasileño, conocido en Brasil como Filó. En 1922, inició su carrera en el club Portuguesa, donde su padre, Manuel Augusto Marques, era dirigente.
En 1925, fue transferido al Paulistano, donde jugó junto a Arthur Friedenreich. Ese mismo año, el Paulistano enfrentó un partido amistoso ante la selección de Francia en Europa. Anfilogino marcó uno de los goles de la victoria por 7:2 ante los franceses. El 6 de diciembre de 1925, Filó debutó en la selección de Brasil, marcando un gol en la victoria por 5:2 ante Paraguay.
Con el Paulistano, Filó ganó el Campeonato Paulista de 1926, siendo el goleador con 16 tantos, 1927 y 1929, por la Liga Amateur de Fútbol. Debido a la existencia de dos ligas en dicha época, Filó pudo competir en la Asociación Atlética de Deportes Paulista por el Corinthians, ganando el torneo en 1929 y el Campeonato Paulista en 1930. La disputa entre las ligas de Río de Janeiro y São Paulo terminó con el envío de jugadores cariocas a la Copa Mundial de Fútbol de 1930 disputada en Uruguay. Así, jugadores paulistas como Filó, Friedenreich y Feitiço no pudieron participar en el torneo mundial.
En 1931, Filó fue transferido a la SS Lazio de Roma, Italia. Al ser hijo de madre italiana, Filó pudo naturalizarse como italiano en 1934, por lo que pudo disputar como miembro del seleccionado itálico que ganó la Copa Mundial de Fútbol de 1934, siendo así el primer jugador brasileño en ganar el trofeo, a pesar de haber jugado un solo partido ante los Estados Unidos
Posteriormente regresó a Brasil, ganando el Campeonato Paulista de 1937 por Corinthians. Su último título paulista fue en 1940, durante su último año como jugador, por el Palestra Itália (actual Palmeiras), el equipo de la colonia itálica en São Paulo.

## Participaciones en Copas del Mundo
| Mundial                        | Sede   | Resultado |
| ------------------------------ | ------ | --------- |
| Copa Mundial de Fútbol de 1934 | Italia | Campeón   |

## Participaciones en Campeonatos Sudamericanos
| Copa                         | Sede      | Resultado  |
| ---------------------------- | --------- | ---------- |
| Campeonato Sudamericano 1925 | Argentina | Subcampeón |